# Залужье (Закарпатская область)
Залу́жье (укр. Залужжя) — село в Мукачевской городской общине Мукачевского района Закарпатской области Украины.
Население по переписи 2001 года составляло 1268 человек. Почтовый индекс — 89675. Телефонный код — 3131. Занимает площадь 0,413 км². Код КОАТУУ — 2122782601.